# San Francisco de Asís, Yucatán
San Francisco de Asís är en ort i Mexiko.   Den ligger i kommunen Peto och delstaten Yucatán, i den östra delen av landet, 1 100 km öster om huvudstaden Mexico City. San Francisco de Asís ligger 29 meter över havet och antalet invånare är 133.
Terrängen runt San Francisco de Asís är mycket platt. Runt San Francisco de Asís är det mycket glesbefolkat, med 5 invånare per kvadratkilometer. Närmaste större samhälle är Ichmul, 5,7 km öster om San Francisco de Asís. I omgivningarna runt San Francisco de Asís växer i huvudsak städsegrön lövskog.